# 북부 석회암 알프스산맥

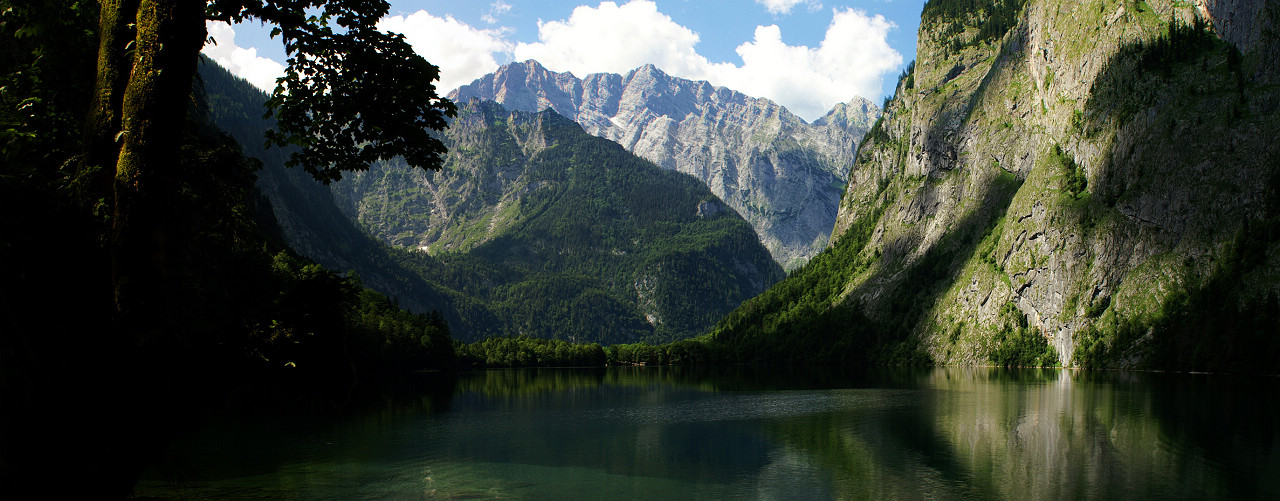
베르히테스가덴 인근에 위치한 쾨니히스호

북부 석회암 알프스산맥(독일어: Nördliche Kalkalpen 뇌르틀리헤칼칼펜[*])은 알프스산맥의 동알프스산맥에 위치한 산맥으로 중동알프스산맥의 북쪽에 위치한다. 독일 바이에른주, 오스트리아 빈, 니더외스터라이히주, 슈타이어마르크주, 오버외스터라이히주, 잘츠부르크주, 티롤주, 포어아를베르크주에 걸쳐 있다. 북부 석회암 알프스산맥에서 가장 높은 봉우리는 파르자이어슈피체봉(Parseierspitze, 높이 3,306m)이다.

## 같이 보기
- 남부 석회암 알프스산맥